# Мировая Лига по баскетболу среди женских клубных команд
 Мировая Лига по баскетболу среди женских клубных команд — официальный баскетбольный турнир FIBA, открывающий мировой сезон, в котором встречаются победители всех конфедераций ФИБА — Африки, Азии, Австралии и Океании, Северной Америки, Южной Америки, Европы и команды от России. От Северной Америки выступает сборная клубов WNBA состоящая из сильных американских баскетболисток, как правило, не подписавших осенью контракты с европейскими клубами.
Формат финального турнира: 8 команд разделяются на две группы, в каждой из которых проводятся однокруговые турниры, лучшие 2 команды от каждой группы попадают в плей-офф. Начиная со второго розыгрыша Мировой лиги финальному турниру, предшествуют отборочные соревнования, в которых не участвуют: хозяин площадки финала и сборная клубов WNBA.

## История
Идея проведения Мирового кубка с участием лучших женских клубов родилась весной 2003 года. Во время проведения финала четырех Кубка ФИБА среди женских команд (26-27.04.2003) президент РФБ Сергей Чернов и владелец самарского женского баскетбольного клуба ВБМ-СГАУ Андрей Ищук выступили с инициативой провести в качестве эксперимента мировой кубок и предложили кандидатуру России в качестве организатора турнира. Руководители ФИБА поддержали новый турнир и в мае 2003 года Центральное бюро ФИБА на состоявшемся в Сан-Хуане (Пуэрто-Рико) заседании окончательно утвердило проведение в России до 2008 года финальных турниров женской Мировой лиги, которая официально стартовала в сентябре 2004 года. Пробный турнир (под названием Мировой женский Кубок ФИБА), в котором приняли участие 8 команд (две от России, а также победители всех конфедераций ФИБА — Африки, Азии, Австралии и Океании, Северной Америки, Южной Америки и Европы), состоялся осенью 2003 года в г. Самаре под патронажем губернатора Самарской области Константина Титова.

## Победители
| Год     | Победитель | Счет  | 2-е место           | 3-е место         | Город           |
| ------- | ---------- | ----- | ------------------- | ----------------- | --------------- |
| 2003    | ВБМ-СГАУ   | 72:68 | сборная клубов WNBA | УГМК              | Самара          |
| 2004    | ВБМ-СГАУ   | 83:67 | Лотос               | Балтийская Звезда | Санкт-Петербург |
| 2005    | ВБМ-СГАУ   | 71:60 | Гамбринус           | Гавана            | Самара          |
| 2006/07 | ЦСКА       | 75:65 | сборная клубов WNBA | УГМК              | Екатеринбург    |